# ウチナーヤマトグチの語彙一覧
ウチナーヤマトグチの語彙一覧（ウチナーヤマトグチのごいいちらん）は、沖縄県における新しい日本語の方言であるウチナーヤマトグチの代表的語彙の一覧である。
太平洋戦争・沖縄戦前や米軍統治時代から現代使われており、2020年代現在までよく使われる語彙について記す。

## 名詞

### 地域、住民、固有名詞
- ウチナー：沖縄（おきなわ）。本来は沖縄本島を指すが、沖縄県と同じ意味で使われることも多い。「o」→「u」、「ki」→「chi」という琉球方言特有の変化による[注釈 1]。
- ウチナーンチュ：沖縄の人。「ウチナワピトュ」（おきなわびと）からの変化とされる[注釈 2]。本来は沖縄本島の住民を指す言葉であるが、2010年代現在では沖縄県出身、あるいは沖縄県にルーツを持つ人の総称としても用いられる。
- ウチナータイム：沖縄時間。県外[注釈 3]とは異なる独特の時間感覚。または、沖縄において集会・行事などが予定時刻より遅れて始まること[1]。
- ヤマトゥ/ナイチ（内地）：九州島以北の日本本土を指す。
- ヤマトンチュ：ヤマトゥ（九州島以北の日本本土）の人。正式かつ慇懃な表現として改まった席で用いられるほか、高齢者においては日常的にも使用する。ややラフな表現としてヤマトゥーとも。なお、奄美の人は沖縄からはアマミンチュと呼ぶ[注釈 4]。
- ナイチャー：「ナイチ」（内地）+「ヤー」。「ヤマトゥンチュ」と同じく九州島以北の日本本土の人を意味し、沖縄戦後生まれの世代で使われる。元来は差別的な文脈で使われていた俗語で、「内地」という言葉の意味とは裏腹に「よそ者」「外部の人」という排他的なニュアンスを含むとされるが21世紀以降はそう言うニュアンスは薄れてきている。現在は｢本土の人｣という意味合いで使うのが一般的であり、過去に差別的な文脈で使われていたことを知らない若者が大半である。
  - 島ナイチャー：沖縄在住のナイチャー。特に自らの意志で移住し、沖縄の風土に染まった人を指す。沖縄戦前は本土かぶれの沖縄人を指す言葉だったが、本土復帰後に移住者が増えると、意味が反対のものになった。
- シマ：部落や地域共同体、時に沖縄そのものを指す。沖縄や離島独特の閉鎖的な社会構造のことをシマ社会という。また「地元の」「沖縄の」という意味で、接頭語として形容詞的に用いられることも多い（例：島らっきょう）。なお、単に「シマー」と言う場合は島酒（泡盛）を意味する。
- シマンチュ：主に沖縄本島以外の離島において用いられ、島民および島出身者を意味する[注釈 4]。また近年は沖縄県民全体を指して用いる場合もある。
- キリュウミン：本籍地以外の土地に居住している者。戦前の法律用語である「寄留」に由来。伝統的なシマ社会においては、島ナイチャーはもちろんのこと、隣の「シマ」から引っ越してきたものでさえ寄留民と呼ばれ、旧来の住民とは明確に区別される。
- ウルマ：「ウル」は珊瑚を意味する古語で、珊瑚の島として沖縄を表現した雅称とされるが、昭和初期に考案された民間語源である。語源自体は朝鮮語の鬱陵島（ウルルンド）に由来する。
- アミリカー：アメリカ人。米軍人。「アミリカ」+「アー」(接尾辞)。
- ナークー：宮古人。
- ヤンバラー：山原（沖縄本島北部）人。

### 家族、人間関係
- イナグ：女。「おなご」より。交際している彼女。
- イキガ：男。交際している彼氏。
- オウチ：住居。改まった言い方は「住宅」あるいは「屋敷」で、県外で一般的な「家（いえ）」という表現はあまり用いられない。
- シージャ：年上。先輩。年長者優位の沖縄の風潮を表す言葉である。
- ジリー：同い年。タメ。
- ウットゥ：年下。後輩。
- トゥジ：妻。日本古語の刀自に由来。
- ドゥシ（同士）：友達。
- ニーニー・ネーネー：お兄さん・お姉さん。

### 人称代名詞
以下の用例のうち、「ワン」以外は中高年層で使われることはほとんどない、いわゆる沖縄の若者言葉である。これらは品のない印象があるため、目上の人に対して使う場合は注意が必要である。
- ワン・ワー：私。僕。俺。「私は」の場合、「ワンネー」となる。複数形は「ワッター」（私たち）
- ヤー：おまえ（親称）。複数形は「イッター/ヤッター」（お前たち）
- クニサー/クニヒャー：こいつ。各小中学校で言い方が多少変わる。複数形は「クッター/ウッター」（こいつら）
- アニサー/アニヒャー：あいつ。複数形は「アッター」（あいつら）

### 一般
- アシバー：遊び人。不良。ヤクザ。ごろつき。暴力団。「遊び」という意味の「アシビ」+「アー」(接尾辞)。
- イン：犬。大抵は「インぐゎー」と呼ばれる。
- ウミアッチャー：漁師。語源は「海を歩く人（漁をする人）」。
- ウマンチュ（万人）：みんな。「みんなで」あるいは「みんなの」という意味で、副詞あるいは形容詞的に使われることも多い。
- ウミンチュ：地場の漁民のこと。特に糸満漁民ほかなど。
- オールー：痣（あざ）。
- カジャー：（嫌な）におい。「カバー」とも。「〇カジャーする」→「〇の臭いがする」
- ガジャン：蚊。
- カジ：風。
- カタブイ：通り雨。片方の場所では雨が降っているのにもう片方の場所では晴れているという「片降り（偏降り）」に由来。日が照っているのに雨が降る「天気雨」はティーダアミ（太陽雨）という。
- ガチマヤー：たくさん食べる人。食いしん坊。
- カチャーシー：「かきまわし」の意。沖縄民謡などに合わせて揚げた手を振って踊る独特の踊り。
- ガーブラチ：（口などを）大きく開くこと。「口（くち）ンガーブラチ」。強調の「ガー」[注釈 5]+「洞空き（ほらあき）」から。
- ガンチョー：眼鏡の音読の「がんきょう」に由来。訓読の「めかがみ」に由来する「ミーカガン」という言葉もある。
- カンパチ：頭の傷が治って禿げた部分。いわゆる10円ハゲのこと。
- グテー：体格。手足。語源は「五体」。転じて筋肉質でがっちりしていることを指す。
- グヮーシー：〜っぽい。〜まがいの。〜かぶれな。「〜がわしい」の訛り。フージーと同じような意味だが、「表っ面だけを真似た」というような否定的なニュアンスが強い。
- クンチ：「根気」の沖縄読み。標準語の「元気」や「根性」という意味で用いられる。
- ジン：お金。「銭」の訛り。不良少年が金品をせびること（いわゆるカツアゲ）は「ジンカメ」という。
- シーブン：おまけ。無料サービス。語源は「添え分」。
- ジンブナー：利口な人。頭の良い人。
- ジンブン：知恵。頭脳。頭がいいこと。「人文」、「存分」など語源にはさまざまな説がある。知識や学問ではなく聡明さや利発を意味することから、「銭分」（金勘定、損得計算）という言葉に由来するという説もある。
- スラブヤー：コンクリートブロックを積み上げてスラブを載せた、沖縄では一般的な工法による住宅。瓦屋根の建物のことはカワラヤーと呼ぶ。
- セイザ：着席あるいは座位の状態で姿勢を正すこと。漢字でも正座と表記するが、足を畳んで座ることは意味しない。
- チルダイ：脱力。倦怠。失望。がっかりする。用例「ちるだいする」。日本語の「気だるい」が語源。
- チブル：頭。「つむじ」と同じ語源で、中世日本語の「つむり」の転訛。
- チム：肝（きも）。心臓。どきどきする表現として「チムダクダク」がある。「チムドンドン」は、わくわくと胸がときめくような心情を意味し、「チムワサワサ」は不安や胸騒ぎのする状態を表す。
- チムグクル：真心（まごころ）。
- チラ：面（つら）。顔。沖縄人独特の「濃い」顔だちのことはウチナージラ（沖縄顔）という。
- チューバー：強者。勇者。弱虫はヨーバー。
- チュラカーギー：美しい顔立ち。美人。語源は「清ら影」。
- チリ：ごみ。種類や大きさに関係なく、廃棄物全般を指す言葉として用いられる。
- ドゥー：自分。ドゥーカッティは自分勝手、ドゥーチュイムニイは独り言という意味。
- トロー：とろい人。ぼけた人。低能。トットローとも言う。
- ニーシェー（二才）：若者。語源は「青二才」と同じく、未熟な者という意味だが、侮蔑的なニュアンスは含まれない。
- ニーブヤー：「眠い（にぶい）」+「アー」。反応の遅い人。ぼうっとしている人。いつも眠たそうにしている人。うすのろ。のろま。
- ヌシ：主人、所有者の意。主。
- ヌチグスイ（命薬）：「命の薬」の意。人生の糧となるありがたい経験、気持ちがリフレッシュするような体験、たまにしか食べられない贅沢なご馳走などに対しても使う。
- ハジカサー：恥じらい。「ハジカサーする」は、恥ずかしそうにする。
- ハルサー：農民。語源は「原（はる、畑）の人」。
- ヒザマズキ：正座。両足を揃えて畳んだ座り方。「跪（ひざまづ）く」に由来する「ヒザマンチュ」という方言を標準語に再翻訳したもの。膝をついて腰を浮かした姿勢のことではない。
- ヒジュルー：冷酷な人。自分勝手な人。人でなし。「冷たい」を意味する「ヒジュル」に由来。
- ヒージャー：山羊。鬚（ヒジ）＋アーで「鬚のあるもの」という意味。
- ヒーラー：ゴキブリ。漢名の「蜚蠊（ひれん）」から。トービーラー（唐ヒーラー）とも言う。
- ヒンガー：不潔な人。「垢」を意味する「ヒング」+「アー」。「しばらく入浴していないような不潔な風貌の人」という意味合いで使われる。
- ヒング：垢。汚れ。
- フージー：〜のような（もの）。「風情」の訛りで、「イキガフージー（男風情）」なら「男勝りの女性」、「ヤマトゥフージー（大和風情）」だと「本土風の（垢抜けた）沖縄人」というような意味になる。
- フラー：愚か者。馬鹿。英語のfoolとは関係なく、惚れる（：気が迷う）という言葉から。フリムン（惚れ者）とも言う。
- フール：便所。伝統的な沖縄家屋では、豚便所（ゥワーフール）と呼ばれる屋外に設けられた便所で、排泄物を飼料として豚を飼育していた。
- フユー：怠惰。無精。ものぐさ。のんびりだらだらすること。怠け者はフユーナーあるいはフユーサー。
- ホーミ（ー）：女陰。転じて性行為を指す言葉。
- マジムン：魔物。ヤナムン（嫌なもの）という言い方もある。
- マブイ：語源は「真振り」。人としてのあるべき振る舞いを意味し、恐ろしい体験や深い悲しみで傷付き社会性を失うことを「マブイを落とす」と言う。一般的には「魂」と訳されることが多いが、沖縄で「たましい」という言葉は「死者の霊」を意味し、生者に対しては通常使われない。
- マヤー：猫
- ヤールー：ヤモリ。
- ヤナカーギー：ブス。語源は「嫌な影」。
- ユクイ：休憩。一休み。語源は「ゆっくり」。
- ユクシ：嘘。嘘つき。「ユクシムニー」（邪まな物言い）の短縮形。嘘をつく人はユクサー。
- ユーフル：風呂。水風呂との区別、また単にフルではフール（便所）と紛らわしいため「湯風呂」と呼んで区別した名残り。
- ユンタク：談笑。おしゃべり。
- ワラバー（わらべ）：童。子供。ワラビーとも。
- ワーバサー：いたずらっ子の事。ガンマラーと言う事もある。
- ゥワー：豚。声門閉鎖音のため発音表記は難しい。

### 食べ物関連
- アバサー：フグの一種のハリセンボン。陸に上げると盛んに口をパクパクさせることから、「喚（アビ）シャー」（叫びわめく者）という意味でそう呼ばれるようになったとされる。またこの魚に外観の似た丸っこいニガウリのことを「アバシゴーヤー」と呼ぶ。
- イリチー：「イリチュン（炒る）」という動詞の名詞形。だし汁などを加えた炒め煮を指すことが多い。クーブイリチーなど。
- イーチョーバー：フェンネル。「茴香葉」（ウイキョウバ）に由来。
- イマイユ（今魚）：鮮魚。イユは古代日本語の「魚（いお）」に由来。なお、沖縄では魚屋のことを「さしみ屋」と呼ぶ。
- イラブー：エラブウミヘビ。主に燻製に加工したものを薬膳料理とする。
- ウサチ：お浸しの訛り。和え物。
- ウッチン ：ウコン。「鬱金（うこん）」の沖縄読み。
- ウメーシ：箸のこと。国頭語で箸を「メーシ」と言い、「御メーシ」が語源。
- ウンチェバー：空芯菜。「雲菜葉（ウンサイバ）」に由来。
- カチュー：鰹。「かつお」の訛り。
- カラス（辛塩）：塩辛。塩漬け。アイゴの稚魚を漬け込んだスクガラスや、イカの黒造りのイチャガラスなど。
- カンダバー：（食用の）芋の葉。「葛羅葉（カヅラバ）」に由来。
- ギュウカン（牛缶）：（缶詰の）コンビーフ[注釈 6]。牛肉缶詰を指す戦前の日本軍用語、あるいは戦後沖縄でポピュラーとなったHEREFORD社の缶デザインに由来。
- クスイムン（薬もの）：体にいい、病気に効くとされる食べ物。薬膳料理。
- コーレーグス：唐辛子。または島唐辛子を泡盛に漬けて作った辛味調味料のこと。
- ゴーヤー：ニガウリ。レイシ。
- さんぴん茶：ジャスミン茶。中国語の「香片茶」より。沖縄で良く飲まれている飲料。
- シシ：肉。古代日本語「しし」より。なお、脂身のことはアンダジシ、赤身肉のことは真肉（マッシシ、マシサー）と呼ぶ。
- 支那そば：料理としてのラーメンや中華そばのことではなく、棒状の乾麺の中華麺を指す。保存食として常備され、素麺と同じように炒めるなどして用いられる。
- シブイ：冬瓜。「白瓜（シルーリ）」が訛ったもの。
- ジューシー：雑炊、あるいは炊き込みごはんのこと。正式にはジューシーメー（雑炊飯）。語源は雑炊。水分の少ない炊き込みご飯はクファジューシー（硬い雑炊）、水分の多い雑炊はヤファラジューシー（柔らかい雑炊）と言う。
- ジーマミー：落花生。「地豆」に由来。
- スーチキ：「塩漬け」の訛りで、主に豚肉を生のまま塩に漬けた保存食を指す。スーチカーとも。
- スヌイ：モズク。「酢海苔」に由来[注釈 7]。
- スーネー：白和えの訛り。
- スルルー：キビナゴ。
- スンシー：メンマ。中国語の「筍絲」に由来。主に柔らかい穂先部分がイリチーにされる。
- タシヤー：「タシユン（炒める）」という動詞の名詞形。ソーミンタシヤー、タシヤーウブン（炒めご飯）など。
- タマナー：キャベツ。「玉菜」に由来。
- チャンプルー：沖縄風の炒めもの。豆腐の入った野菜炒めを指すことが多いが、素麺や麩など例外的な用法もある。沖縄は、様々な国や地域の影響を受けてきたため、チャンプルー文化と言われることもある。
- チデークニ：ニンジン。「黄大根」の訛り。なお、沖縄で伝統的に栽培されるにんじんには黄色い品種が多い。
- テビチ：豚足。本来の意味は煮込み料理を意味する「手引き」という語に由来。
- デークニ：ダイコン。「大根」の訛り。
- ナーベーラー：ヘチマ。「鍋洗い」に由来。
- ヌチグスイ:命薬。とても美味しかった、めったに食べられないご馳走を頂いたという感謝、感動を伝える言葉。上述のクスイムンと混同されることがあるが、あくまでも精神的、感情的な表現であり、身体に良いという意味合いではない。
- ネリ：オクラ[注釈 8]。
- バンシルー：グアバ。日本語の「蕃石榴（バンジロウ）」の訛り。
- ハンダマ：水前寺菜。「春玉（ハルタマ）」に由来。
- プットゥルー：でんぷん質の食材を、油を使って調理したもの。ウムクジ（芋くず）プットゥルー、ソーミンプットゥルーなど。
- フーチバー：ニシヨモギ。ヨモギを意味する古代日本語「フツ（の葉）」が語源。
- マース：塩のこと。「真塩（マシウ）」の訛り。
- マカイ：椀。
- マーミナー：もやし。「豆菜」に由来。
- ミーバイ：ハタ (魚類)。[注釈 9]
- ムジ：タイモの芋茎。古代日本語の「いもじ」に由来。
- ヤチムン：陶磁器。焼物（やきもの）の訛り。
- ユシドーフ：語源は「寄せ豆腐」。県外ではくみ豆腐、おぼろ豆腐などと呼ばれるものに近く、豆腐を押し固めて水抜きを行う前の状態のもの。
- ワシミルク（鷲ミルク）：コンデンスミルク（加糖練乳）。ネスレ社の販売するイーグルブランドの缶デザインに由来。同様に無糖練乳はカーネーションと呼ぶ。
- ンジャナ：ホソバワダン。「苦菜（ニガナ）」の訛り。
- ンスナバー：フダンソウ。「味噌菜葉（ミソナバ）」に由来。
- ンブシー：「ンブシュン（蒸す）」という動詞の名詞形。ナーベラー（ヘチマ）や豆腐など、水分の多い材料を水を加えずに煮る調理法。ンブサーともいう。ナーベラーンブシーなど。

### 生活、生業
- イザリ：干潮時にサンゴ礁内を歩いて魚介類を獲ること。語源は「漁（いさり）」。イジャリ、ンジャイとも。いわゆる潮干狩りだが、貝類だけではなく魚、エビ、タコなども対象となる。
- ウートートゥ：お祈り。祈りを捧げるときの言葉。「おお尊い」の意。
- ウタキ：御嶽。沖縄県で崇拝の対象とされる琉球神道の聖地。
- ジレン（自練）：自動車教習所。かつて存在した「自動車練習所[注釈 10]」の略。なお教習所の呼び方は日本全国でも異なるが、県外の一部で使われている「自校（ジコウ）」（「自動車学校」の略）も沖縄で使われている。
- スーコー：法事、葬儀。「焼香」に由来。
- スージ
  - 祝いごと。「祝事」に由来。グスージ（御祝事）とも。
  - 路地や小道。「筋（すじ）」。スージグァー（筋小）とも。
- ニービチ：結婚。語源は、他の家（他所のシマ）から女を連れてくるという意味の「根引き」。
- ダンパチヤー（断髪屋）：床屋。理髪店。
- ツーリスト：旅行会社のこと。県内旅行業者の多くが社名として名乗るために定着した。なお後述する「ウチナー英語」（英語由来）ではない。
- トートーメー：位牌。「尊御前（尊い御前（おんまえ））」が変化したもので、祖先崇拝の象徴とされる[注釈 11]。
- ハーヤー（歯屋）：歯医者。歯科診療所。
- ユイマール：地域や仲間内での助け合い、相互扶助の制度[注釈 12]。漢字で書くと「結い回る」。
- ユーバン：夕飯。

### ウチナー英語

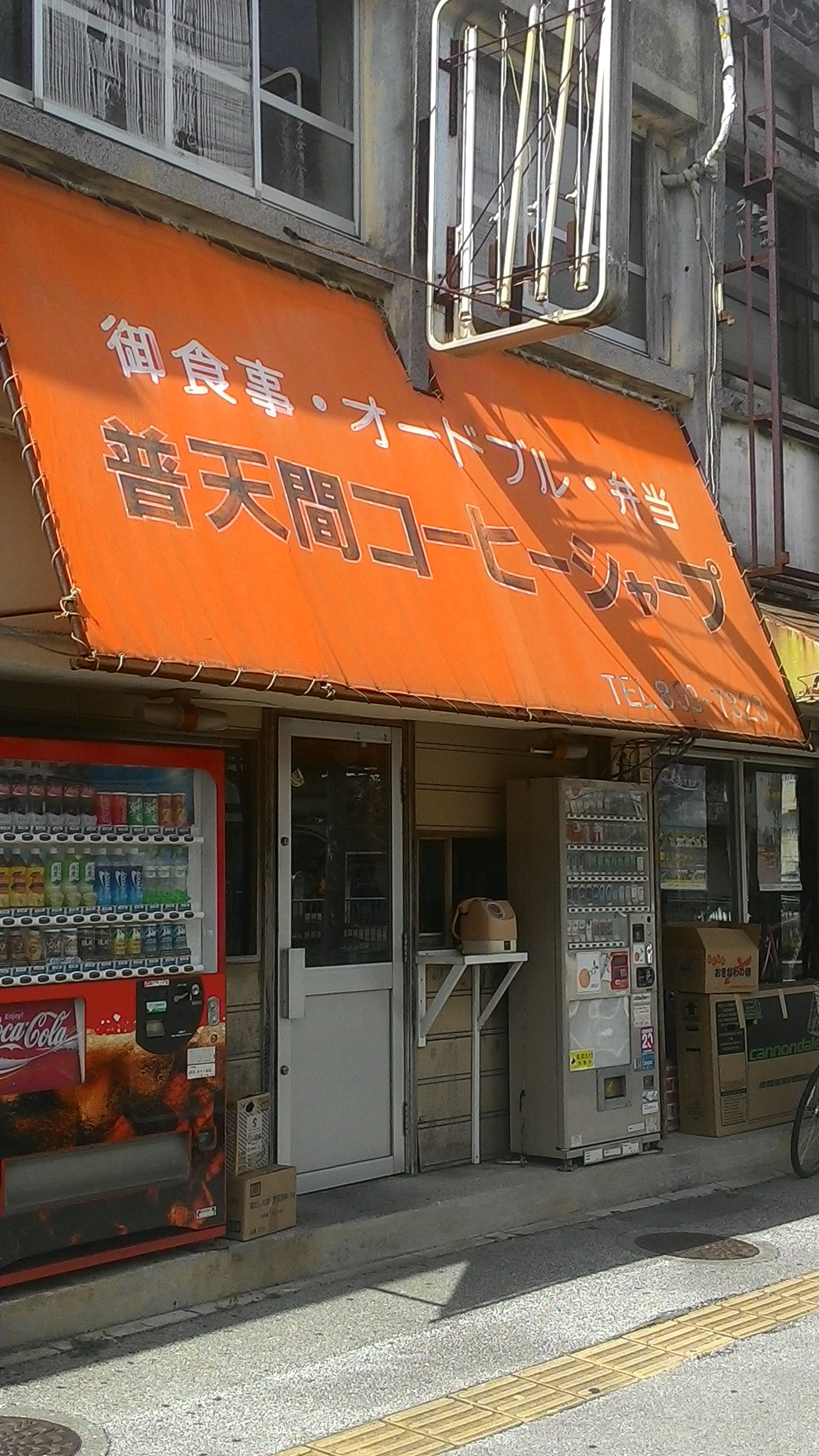
「コーヒーシャープ」と書かれた食堂の看板

以下の名詞は、米軍統治時代に、英語（とくにアメリカ英語）の影響を受けて浸透したもの。他にも英語からの転用は多い。大半が食べ物に関する語彙である。戦前の沖縄においてあまり親しみがなかった品種については、日常会話でも日本語より英語が選好される（外来語の定着）場合もある。
- エグ（egg）：卵。復帰前から営業している食堂のメニューには、「エッグ」ではなく「エグ」と表記されていることが多い。同様な例はピーツァ（pizza＝ピザ）、ターコー（taco＝タコス）、フライライス（fried rice＝チャーハン）など。
- エンダー[注釈 14]（A&W）：沖縄県に展開するファストフード店のこと。
- オープン（opener）：栓抜き
- カルテックス（Caltex）：ガソリンスタンド[注釈 15]。
- コルゲート（Colgate）：歯磨き剤。同じく商品名に由来。
- シャープ（shop）：ショップ。お店。コーヒーシャープは食堂、モーターシャープは自動車工場である。
- ジャロー（Jell-O）：冷やして固めるタイプのゼリー菓子。商品名に由来。
- ストゥー（stew）：（缶詰の）シチュー。特にMayfair[注釈 16]ブランドの「Beef & Vegetables」缶を指す。
- ティー（tea）：紅茶[注釈 13]。
- トゥーナ（tuna）：マグロの缶詰[注釈 17]。ツナ。
- ハットソース（hot sauce）：唐辛子入りの辛いソース。一般的には米国クリスタル社製のCrystal Hot Sauceを指す[注釈 18]。
- バフェ（buffet）：食べ放題・セルフサービスの食事スタイル。ビュッフェ。
- パーリー（party）：パーティ（英語版）のこと。
- ペイデイ（payday）：給料日[注釈 19]。
- ポーク（pork）：ランチョンミート。ただし、缶詰のそれに限った呼称であり、原材料が豚肉でない場合にも、しばしばそう呼ばれる。
- ポチギ：ポルトガル風ソーセージ（Portuguese sausage）[注釈 20]。
- ポテト（potato）：じゃがいも[注釈 13]。
- ワイファー（wafer）：ウエハース[注釈 21]。
- ワーラー（water）：水のこと。
  - アイスワーラー：冷水、氷水のこと。

なお、「ナイチャー」や「アミリカー」（アメリカ人）などの語尾が、英語の接尾辞 "-er" に似ているために、これらがウチナー英語と説明される場合があるが誤りである。語尾を「アー」や「ヤー」、「サー」として「 - する人」という意にするのは、アメリカ占領時代以前からある琉球方言の特徴である。なお、同じ意味の「〜チュ」という表現に比べればフランクで敬意に欠けると取られる場合がある。

## 動詞・助動詞
- アガラス：蒸す。国頭語で「蒸し上げる」の意。アガラサーは蒸しパンのこと。
- カナサン：愛している。古代日本語の「愛（かな）しい」の琉球語形。名詞形は「カナサ」。方言としての語尾でのみ用いられ、「かなしい」という標準語形では使用されない。
- シカス：あやす、なだめる。（男が女を）おだてる。転じてナンパする。語源は古代 - 中世日本語の「賺す（すかす）」。
- シカマス：びっくりさせる。びっくりしたは「シカンダ」。中世日本語の「顰ます（しかます）」（＝顔を顰めるの意）より。
- シワス：心配する。気に病む。語源は「世話す」からの転訛。「シワサンケー」という言い回しは「くよくよするな」という意味でよく使われる。
- スグル：殴る。「スグラリンドー（殴られるぞ）」は「殴るぞ」の意味。正式にはスグインと言う。国頭語の「クンスグルン」（ぶん殴る）[注釈 22]から転じた。
- チレル：キレる。「えー、そんなにちれんけー」は「おいおい、そんなに怒るなよ」。
- チャラメカス：（野菜などを油で）炒める。「ちょろまかす」の訛りで、本来は「適当にごまかす」の意。
- チバル：気張る。頑張る。「チバリヨー！」は「頑張れよ！」。
- チンチキル：つねる。
- ドゥマンギル：びっくりする。古代日本語「魂消る（たまぎる）」より。
- トゥルバル：ぼうっとする。
- ニリル（だりる）：面倒くさがる。ニリーサーは面倒くさがり屋。
- バッペーテル：間違っている。ファッション感覚などが普通とずれているような勘違いを指す表現にも使う。
- ヒンギル：逃げる。
- ユクル：休憩する。一服する。語源は「ゆっくりする」。
- ワジル：怒る。「ワジワジーする（イライラ）する」の略。

以下は標準語にも存在するが、沖縄では異なった意味で使われる動詞である。
- カム（噛む）：食べる。「イッペーカメー」は「たくさん食べなさい」。
- シナス（死なす）・クルス（殺す）：痛い目にあわせる。ぼこぼこにする。関西で使われる「しばく」とほぼ同義。
  - 「タックルサリンドー」は「叩き殺されるぞ（ぶち殺すぞ）」という意味の凄み言葉である。
- ヒザマヅク：正座する。
- アワテル：急ぐ。「慌てる」からの転意。
- アルク（歩く）：（〜を）する。漁師のことをウミアッチャー（海歩き人）と呼んだり、職業を訊かれて「公務員歩いています」といった表現も用いられる。
- アルカス（歩かす）：（自動車を）運転する。
- アゲル：（人が何かを自分に）くれる。もらえる。「え、これあげるの？」は「いただいてもいいんですか？」の意。
- アマル：（時が）過ぎる。「（時間が経過してなお）余る」の意。「半年余る」は｢半年（以上）経った」。
- 〜きれる：可能を意味する助動詞として使われる。「ヒージャー食べきれる？」と聞かれた場合、食べられる量ではなく、山羊料理が苦手ではないかを尋ねているのである。
- 〜させる：第三者に何かをしてもらうこと。使役の助動詞であることに変わりはないが、沖縄では目上に対してもこの表現が使われるため、他府県の者には非常に尊大に聞こえる（例：「歯医者に入れ歯を作らせる」）。

## 形容詞
- アジクーター：味が濃い、ダシがよくきいている[注釈 23]。
- アチコーコー：熱々の状態。主に飲食物について用いられる表現[注釈 24]。
- イッペー：いっぱい。たくさん。人が多くて混んでいることを「いっぱいしてる」という表現も用いられる。駐車場が混んでいる、満車になっている状態の事は「車がいっぱいしてる」と言う。
- イチャンダ：無料の。「わざわざ」「いちいち」などの意味もある。
- インチキ：羨ましい、ずるい（＝こすい[2]）、不公平。特に若者や親しい間柄で「いいなー」と言うニュアンスでも日常会話でも使用され[3]、主として自分にとって不利益なことを強調する。標準語では、不正やずる[4]（をした）、偽物、紛い物などの意味で、他責的なニュアンスが強いが[5]、そう言うニュアンスは薄い場合が多い。
- ウーマクー：やんちゃ（な）。
- カシマシイ（姦しい）：うるさい。鬱陶しい。標準語では「騒がしい」の意味だが、沖縄ではもっぱら面倒くさい、煩雑な、などのニュアンスで使われる。
- ガンジュー：健康な。丈夫な。頑丈な。「頑丈」の訛り。「ガンジューねぇ？」は「お元気ですか？」
- ジョートー（上等）：良い、カッコいい、可愛いなどの褒め言葉。「イッページョートー」は「一番上等」。
- ジョーグー：上戸（じょうご）の訛りで、○○が好きであること、あるいは人。「そばジョーグー」は「沖縄そばが大好きな人」。
- チュファーラ：満腹。おなかいっぱい。中国語の「吃飽了」に由来。
- タッチュー：尖ったもの、あるいは尖っていること。塔頭に由来。伊江島にある城山（グスクヤマ）の代名詞でもある。
- チュラサン：美しい。「清ら＋さん」。
- テーゲー：適当。アバウト。いい加減。発音は「大概」の琉球語読み。沖縄県民の気風を語る上で欠かせない言葉である。
- ナンギ（難儀）：疲れた。本来の「難儀」という意味からは多少違う。
- ニーブイ：眠い。ニーブイカーブイと韻を踏むこともある。
- ニリー：面倒くさい。
- ハゴー：汚い。
- ヒンスー：貧乏人、貧乏なこと。語源は「貧す」か「貧相」か[独自研究?]。
- フィーサン：寒い。「冷え＋さん」から。「暑い」はアチサン。
- ヘンナー（変な）：気恥ずかしい。なんとなくおかしい。
- マギー：大きい。
- マーサムン：美味しいもの。
- マーサン：美味しい。「旨（うま）さん」の訛り。「イッペーマーサンドー」は「すごく美味しいよ」。

## 副詞
- デージ：とても。大変。「大事」に由来。「大変なことになっている」は「デージナトン」。
- シニ/シャニ：とても。非常に。
- シニカン：「シニ」と同義。おもに本島北部で使われる。
- マジュン：一緒に。
- バンナイ/ビンナイ：たくさん。
- ユタシク：よく。ウチナーグチのユタサンが変化したもので「体調がよくなった」などというときに使う。また「ゆたしくうにげーさびら」は「よろしくお願いします」。元々の言い方は「ゆたさるぐとぅうにげーさびら」であり、ユタシクに「よろしく」の意味は無いため伝統的なウチナーグチとしては間違いだが、新しい方言として広まっている。
- ムル：全部。すべて。標準語の「もろ（諸）」の訛り。「むるわからん」は「さっぱりわからない」
- シタ：強（したた）かに由来。とても。
- チケー：近いうち。もうすぐ。
- クリン：どんどん。
- ヒッチー：頻繁に。「しょっちゅう」あるいは「ひっきり（なく）」からの転訛か[独自研究?]。
- サッタ（去った）：この前。先日。「さった日曜日」などと形容詞的に用いられる。未来の予定に対しては、標準語でも用いられるキタル（来たる）が使われるが、クルと誤読されることも多い。
- どんなに：すごく。非常に。「どんなに〜だったか！」という感嘆文からの転用。
- あんなに：そんなに。指示代名詞の使い方はかなり曖昧で「あんなに痛かったの？」などという表現が使われる。
- やがて：ほとんど。もう少しで。「やがて来るはず」は「もうすぐ来るだろう」、「やがて溺れよったさー」は「もうちょっとで溺れるところだった」の意。

## 語尾・接尾詞
- グワァー：標準語の「〜ちゃん」に近いニュアンス。漢字では「小」と書く。親しみを表す接尾語で、動物や非生物に対しても用いられる。
- 〜さー？/〜さーねー？：〜じゃない？
- 〜やし？：〜でしょ？/〜じゃん。「いいでしょ？」は「いいやし」。
- 〜（やっ）さ（ー）：（強い断定）〜じゃん。〜だ。「あの子、とっても美人じゃん」→「あの子、でーじちゅらかーぎーやっさ」
- 〜しようね/〜しましょうね：〜しますね。話し手に今まさにその行為を行なう意志がある、の意。「そろそろ帰りましょうね」は「そろそろ（私は）帰りますね」の意。同意を求めたり、勧誘しているわけではない。
- 〜が？：疑問形の語尾。「ぬーやが？」は「何？/何ですか？」
- 〜（さ）りんどぉー：〜するぞ。
- 〜いみそーれ：〜しなさい。
- だある：そうだ。そうだね。「である」の訛り。
- 〜だわけさー：〜なんだよ。
- 〜（だ）ばー：〜（という）わけ。元来「ばー」は「わけ、理由」の意の名詞であるが、現在[いつ?]では特に意味のない強調語尾として用いられることが多く、内地における「〜だべ」「〜じゃん」「〜ねん」「〜とっと」などに近い。
- 〜（だ）ばーよ：〜（という）わけよ。「〜だわけさー」とは違い、かなり強気な言い方。
- 〜だはず：〜だと思う。〜じゃないかな。〜かも知れない。
- やしが：だけどさ。でも。語尾につく場合は「〜しが？」となる。

## 間投詞・指示代名詞
- アキサミヨー/ハッサミヨー：ありゃ。なんてこった。「アキチャビヨー」などと訛る事もある。
- アイヤー/アイエナー：えーっ。うわーっ。同じく驚きの間投詞。中国語との共通性が示唆される。
- ウリヒャー：そりゃ。ほーら。相手に物を渡すときの掛け声。予想通り（あるいは予想外）のことが起こった場合の感嘆詞。
- だぁ：（それ）ちょうだい。どれどれ。相手が指しているもの・持っているものを見てみたいときに使う。
- だからさ/だからよ/だからよね：何れも語尾を伸ばすパターンがある。単なる会話の相槌、了解、終話として、間投詞的に使われる[6]。標準語の「うん」「そうだね/そうですね」「だね/ですね」に近い。標準語の「だから-」は理由などを示す順接の接続詞である[7]。
- とーとー：飲み物を注いでもらう時、「もういいよ（ストップ）」と伝えるときに使う。
- うり：（近くのものを指して）ほら。
- あり（遠くのものを指して）ほら。
- あいっ：あっ。しまった。
- えぇ！：おい！こらっ！
- あが！/あっが！/あがひゃ！：痛い！痛っ！
- じゅんに？：本当に？
- んじ？：そうなの？/どうなの？

## 県外と意味が異なる用語
- 低学年：小学校1 - 3年生を指す[注釈 25]。
- バター：（米国製の）マーガリンのこと。沖縄県の（飲食店で）バター焼きには昔からマーガリンを使う風習であり、本来のバターは殆ど使われない。

## 沖縄三大無責任言葉
命名者は藤木勇人。日常会話での使用頻度が極めて高く、他人に優しく自分にも甘いという沖縄の県民性が如実に現れている。
- だからよー：そうだよね。おっしゃる通り。わかったわかった。相手の発言に対する肯定的かつ曖昧な相づち。「（あなたの言うとおり）だから（そうなんだろうね）」というニュアンスで、決して相手の主張に反駁しているわけではない。県外者からは誤解を招きやすい表現のひとつ。
- なんでかねー：文字通り「どうしてだろうね」という意味だが、返答に困った時、相手から責められた時などの逃げ口上として多用される[注釈 26]。
- だあるわけさ：「そういうことなんですよ」。上記２つの言葉と同様に、この台詞が出た時点で、その件に関する非難や追及は自動的に強制終了となる。
- （番外）：ちゃーすがやー：「どうしようかねぇ」[注釈 27]。

## 表記・発音上の「方言」
沖縄は琉球時代から識字率が低かったことに加え、細かいことにこだわらないテーゲー精神や、誤りを指摘されることを嫌う恥の文化、年長者には逆らわない儒教的な社会通念が根付いていることもあって、誤記や誤字、誤読などが訂正されることなく定着してしまっている事例も少なくない。本土復帰以降は徐々に減少しつつあるが、現在もしばしばみられるものを列挙する。
- 食道：食堂の誤記。新規開店の店においてもこの表記を採用することがある。
- 移店：移転の誤記。店舗移転の張り紙などにおいて頻繁に見られる。
- 店休日：定休日の誤記。臨時休業日という意味でも使用される。

## その他
- ハイサイ：おはよう。こんにちは。こんばんは。女性言葉はハイタイ。
- あんしぇーや：じゃあな。それでは。別れのあいさつとしてよく使われる。
- なんくるないさ：なるようになるさ。大丈夫。心配しなくていい。「なんくる」とは「汝んから」の変化で「自ずから（ひとりでに、勝手に）」というニュアンスの副詞、「ない」は否定ではなく肯定の「なり（なる）」の訛りである。したがって「（ほうっておいても）自然に（そのように）成るさ」という意味だが、近年[いつ?]では「（このくらいのことは）なんてことない」「（がんばれば）なんとかなる」「（どうやっても）なるようにしかならない」などの意味で誤用されることが多い。沖縄県民の楽観性を象徴する言い回しとして知られるが、本来は「まくとぅそーけーなんくるないさ」で「正しい事をしておけばうまく行く」という意味である。
- りっか：（さあ）行こう。「りっかりっか」と重ねて使われることが多い。
- なとーん：〜になっている。（上手に）できている。間投詞として単独で用いられる場合は、「それでいい、正解」という肯定的な相づちになる。

## 現代（特に若者）の話し方の特徴
- 「○○さー」等に代表されるように、語尾は伸ばすことが多い[注釈 28]。
- 「○○さー」という言葉は語尾だけではなく、主語や目的語などの助詞の代わりの役目も持つ。「俺さー、こないださー、映画見に行ったわけさー」のように、文節ごとに伸ばして使う事もある。
- 「○○サー」以外にも、接尾語として「○○だわけ（さ）」「○○だはず」「○○ね？」「○○よぉ」「○○ってば」「○○ってよ」「○○だばーよ」をよく使う傾向にある。
- 相手を叱る時に、「…される」「…られる」という主語をぼかした表現が用いられることが多い。例えば「叩かれるよー！」「死なされるよー！」などで、「○○（される）」の意味の言葉「…（さ）りんどー」を用いると、「すぐらりんどー（殴るぞ）」「死なさりんどー（ぼこぼこにするぞ）」など）。これは、第三者が聞き手にその動作をする事のように聞こえるかもしれないが、実際は、聞き手が話し手に「…される（られる）」のである。また、標準語の「行く」に相当する動詞として「来る」を用いるなど、英語的な話法も日常的に用いられる。これらは、「〜しようね」「〜しましょうね」といった、あたかも同意を求めるかのような意思表示と同様に、狭い島の中で波風を立てないために習慣化された、相手の立場に立った婉曲表現であるとも考えられる。
- 上記とも関連するが、総じて沖縄県では主語（目的語）抜きで会話することが多い。ただ、これは、相手が主語（あるいは目的語）が誰（何）なのかを承知していると見なしているわけではなく、実際、ある人が主語（目的語）抜きで一通り話し終えた後、相手から「誰（何）がよ？」/「誰（何）をよ？」と聞き返すシーンがかなり見受けられる[独自研究?]。
- 話し方がゆったりしているイメージを持つ人が多い[独自研究?]が、実際は上述した通り語尾を伸ばす話し方が多いためそのように聞こえるだけで、語尾以外はやや早口で話す人が多い。また、主語を曖昧にし、直截的な表現を避ける傾向があることから「沖縄の人の話し方は優しい」という評価[誰の?]を受けることもある。
- 人数を数える時、「ひとり」「ふたり」ではなく「いちめい」「にめい」といった表現を用いる。日付けを表す際は「ついたち」「ふつか」ではなく「いちにち」「ににち」、同様に「ひとつ」「ふたつ」より「いっこ」「にこ」のほうが一般的である[注釈 29]。
- 親しい人、そうでない人に対しても関係なく、姓よりも名前で呼ぶことが多い[注釈 30]。これは沖縄姓の大半が地名に由来するものであり、地域に同姓の者が多いことが理由であると思われる[誰によって?]。
- 対等以下の相手を名前やニックネームで呼ぶときには語尾を伸ばす。例えば、「ヒロミ」ならば「ヒーロー」、「マサアキ」ならば「マーサー（またはアーキー）」のように、二音節に短縮するのが通例である。なお、基本的に名前は呼び捨てであり、幼い子供に対しても「ちゃん」や「くん」付けで呼ぶことはほとんどない。これは語尾を伸ばすことに愛称のニュアンスが込められているためである。目上の人に対しては語尾を伸ばさずに「名前」＋「さん」が一般的である。
- 成人した女性でも、自身の一人称に下の名を使用する人がしばしば見られる。男性でも小学生くらいまでは自分のことを下の名前で呼ぶ人もいる。一般的な日本語話者では子供っぽい印象を与える[8]が、そういう意味合いはあまり含まれておらず、沖縄では珍しい事ではない。